# Kwiatkowice (Kraśnik)
Kwiatkowice – część miasta Kraśnika w województwie lubelskim, w powiecie kraśnickim, dawniej samodzielna miejscowość. Leży na wschód od centrum miasta, w rejonie ulic Janowskiej i Kwiatkowickiej.

## Historia
Dawniej samodzielna miejscowość. Od 1867 w gminie Brzozówka w powiecie janowskim. W okresie międzywojennym miejscowość należała do powiatu janowskiego w woj. lubelskim. Po II wojnie światowej wojnie Kwiatkowice należały do powiatu kraśnickiego w woj. lubelskim jako jedna z 25 gromad gminy Brzozówka. W związku z reorganizacją administracji wiejskiej jesienią 1954, Kwiatkowice  włączono 5 października 1954 do Kraśnika.